# Stationair punt
In de analyse is een stationair punt (ook evenwichtspunt) van een functie een punt in het domein van die functie waar de afgeleide van die functie gelijk is aan 0. In zo'n punt verandert de functie eigenlijk niet; het is een punt waar de functie stationair is. De grafiek van de functie heeft in een stationair punt een top, een dal, of een buigpunt. Betreft het geen buigpunt, dan heeft de functie dus een extreme waarde, een maximum of een minimum. Voor het opsporen van de extreme waarden van een differentieerbare functie moet men dus zoeken onder de stationaire punten.
Uitgebreid naar functies in meerdere veranderlijken zijn dit de punten waar de gradiënt van de functie 0 wordt. In een driedimensionale ruimte spreekt men ook van een top of een dal, of een zadelpunt.

## Formele beschrijving
Beschouw een differentieerbare functie {\displaystyle f:\mathbb {R} ^{n}\to \mathbb {R} } met {\displaystyle \mathbf {a} \in \mathbb {R} ^{n}.} We zeggen dat {\displaystyle \mathbf {a} } een stationair punt is van {\displaystyle f} alsvoor alle {\displaystyle i=1,2,\ldots ,n}
{\displaystyle \nabla f(\mathbf {a} )=\operatorname {grad} f(\mathbf {a} )=\mathbf {0} \Leftrightarrow {\frac {\partial f}{\partial x_{i}}}(\mathbf {a} )=0}
Voor functies in één veranderlijke {\displaystyle f:\mathbb {R} \to \mathbb {R} } vereenvoudigt zich dit tot de voorwaarde {\displaystyle f'(a)=0}

## Functies in één veranderlijke

### Meetkundige interpretatie

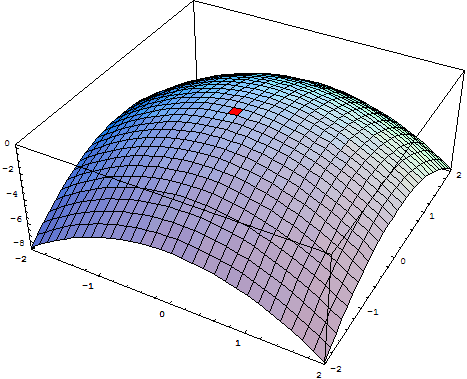
Grafiek van de functie

In de stationaire punten van een functie {\displaystyle f(x)} is de raaklijn aan de grafiek steeds horizontaal, dus evenwijdig met de {\displaystyle x}-as. Een stationair punt is dus of een buigpunt of een punt op de grafiek van {\displaystyle f} waar de functie een extreme waarde heeft.

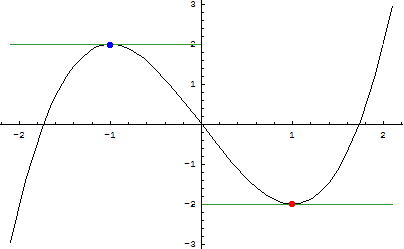
Grafiek van de functie

### Voorbeeld
We zoeken de stationaire punten van de functie
{\displaystyle f(x)=x^{3}-3x}
We bepalen eerst de afgeleide van {\displaystyle f}
{\displaystyle f'(x)=3x^{2}-3=3(x^{2}-1)}
We stellen de afgeleide gelijk aan 0 en lossen op naar {\displaystyle x}
{\displaystyle 3(x^{2}-1)=0\Leftrightarrow 3(x-1)(x+1)=0\Leftrightarrow x=1\ \vee \ x=-1}
We vinden twee stationaire punten, namelijk op {\displaystyle x=1} (rood) en op {\displaystyle x=-1} (blauw). Om de aard van stationaire punten na te gaan is verder onderzoek nodig. Dit komt aan bod in extreme waarden. Hier zijn de stationaire punten respectievelijk een minimum en een maximum. Op de grafiek (rechts) is duidelijk te zien dat de (groene) raaklijnen in deze punten horizontaal zijn, evenwijdig met de {\displaystyle x}-as.

## Functies in twee veranderlijken

### Meetkundige interpretatie
In de stationaire punten van {\displaystyle f(x,y)} is het raakvlak aan de grafiek steeds horizontaal, dus evenwijdig met het {\displaystyle xy}-vlak. Een stationair punt is mogelijk een extremum, maar kan ook ingewikkelder van aard zijn zoals een zadelpunt.

### Voorbeeld
We zoeken de stationaire punten van het oppervlak met vergelijking
{\displaystyle f(x,y)=-(x^{2}+y^{2})}
We bepalen eerst de gradiënt van {\displaystyle f} en gaan na voor welke punten deze 0 is
{\displaystyle \nabla f(x,y)={\mathbf {0} }\Leftrightarrow (-2x,-2y)=(0,0)\Leftrightarrow x=0\ \wedge \ y=0}
We vinden één stationair punt, namelijk (0,0). Op extreme waarden is te lezen hoe we de aard hiervan kan bepalen, hier hebben we te maken met een maximum. In het rode punt op de grafiek (rechts) is het raakvlak horizontaal, dus evenwijdig met het {\displaystyle xy}-vlak.
De verkregen figuur is een elliptische paraboloïde.